# Bangandu jezik
Bangandu jezik (ostali nazivi: bagando, bangando, bangantu, južni bangantu; ISO 639-3: bgf), nigersko-kongoanski jezik ubanške skupine, kojim govori 2700 u Kamerunu (Voegelin and Voegelin 1977) u provinciji East, i nešto u Kongu duž kamerunske granice.
Etnička grupa zove se Bagando, a živi u arrondissementu (distriktu) Moloundou. S još 14 jezika klasificira se užoj skupini gbaya-manza-ngbaka

## Vanjske poveznice
- Ethnologue (14th)
- Ethnologue (15th)